# Брозович, Илия
Илия Брозович (хорв. Ilija Brozović; род. 26 мая 1991 )  — хорватский гандболист, выступает за клуб «Слован» и сборную Хорватии.

## Карьера

### Клубная
Илия Брозович выступал в Хорватии за клубы ГК Меткович и ГК Загреб. В составе клуба Загреб Илия Брозович выигрывал чемпионат Хорватии в сезонах 2011/2012, 2012/2013, 2013/2014, 2014/2015. В 2015 году Брозович перешёл в немецкий клуб ГК Гамбург. В сезоне 2016/17, Илия Брозович выступал за ГК Киль. В сезоне 2017/18 Брозович выступает за клуб Ганновер-Бургдорф.

## Международная карьера
Илия Брозович выступает за сборную Хорватии. Он также сыграл за сборную Хорватии 22 матчей и забросил 23 голов.

## Статистика
Клубная статистика Илия Брозович в сезоне 2018/19 указана на 30.1.2019
| Сезон   | Клуб              | Лига       | Матчи | Голы   | Голы   | Голы  |
| Сезон   | Клуб              | Лига       | Матчи | С игры | 7-метр | Всего |
| ------- | ----------------- | ---------- | ----- | ------ | ------ | ----- |
| 2015-16 | ГК Гамбург        | Бундеслига | 18    | 47     | 0      | 47    |
| 2015-16 | ГК Киль           | Бундеслига | 11    | 22     | 0      | 22    |
| 2016-17 | ГК Киль           | Бундеслига | 25    | 13     | 0      | 13    |
| 2017-18 | Ганновер-Бургдорф | Бундеслига | 34    | 72     | 0      | 72    |
| 2018-19 | Ганновер-Бургдорф | Бундеслига | 19    | 64     | 7      | 57    |

## Примечание
1. ↑  „Wird uns in Abwehr und Angriff weiterbringen“: Die Recken TSV Hannover Burgdorf. Дата обращения: 11 сентября 2017. Архивировано 17 апреля 2018 года.